# جيسي وايتنغ
جيسي وايتنغ (بالإنجليزية: Jesse Whiting)‏ هو لاعب كرة قاعدة أمريكي، ولد في 30 مايو 1879 في فيلادلفيا في الولايات المتحدة، وتوفي بنفس المكان في 28 أكتوبر 1937.

## وصلات خارجية
- جيسي وايتنغ على موقعبيزبول رفرنس.كوم (الدوري الرئيسي) (الإنجليزية)
- جيسي وايتنغ على موقعبيزبول رفرنس.كوم (الدوري الثانوي) (الإنجليزية)